# Business-Relationship-Management
Business Relationship Management, kurz BRM (dt. = Pflege oder Verwaltung von Geschäftskundenbeziehungen), ist ein Arbeitsfeld innerhalb von Unternehmen, welche im engen Austausch mit Subunternehmern oder anderen Geschäftskunden stehen. Dabei wird der Begriff BRM vermehrt als Pendant zum klassischen CRM („Customer Relationship Management“ oder dt. = Kundenbeziehungsmanagement) genutzt, um die besondere Beziehung zu Geschäftskunden zu betonen. BRM ist besonders in zweiseitigen Märkten (Two-Sided Markets) von Bedeutung, wo eine Dreiecksbeziehung zwischen Kunden, Unternehmen und Sub- oder Partnerunternehmen besteht.

## Ziele
Beim Zusammenspiel zwischen zwei Unternehmen müssen viele Geschäftsprozesse und das Handeln einer Vielzahl von Personen aufeinander abgestimmt werden. In diesem Zusammenhang erhält die Kommunikation und Interaktion zwischen den Unternehmen eine besondere Bedeutung. Diese sollte effizient gestaltet und hinreichend gut geplant sein. In modernen Unternehmen wird deshalb häufig auf Software-Lösungen zurückgegriffen, welche in der Lage sind, B2B-Beziehungen zu digitalisieren und auf diese Weise übersichtlich zu gestalten.

## Abgrenzung zu anderen Begriffen
Im Bereich der unternehmensinternen Optimierung von Geschäftsprozessen und Kommunikation sind Begriffe wie CRM und ERP (Enterprise Resource Planning) geläufig. Entsprechende Softwares wie die von Salesforce oder SAP ermöglichen Unternehmen eine Effizienzsteigerung durch die Digitalisierung ihrer Warenbestände, Ein- und Verkaufsprozesse, Kundenbetreuung und vieler weiterer Bereiche. Der Einsatzbereich des BRM bezieht sich hingegen insbesondere auf die Optimierung unternehmensübergreifender Prozesse.

### Customer Relationship Management (CRM)
Customer Relationship Management bezieht sich auf alle Prozesse, die mit der Gewinnung und Festigung von langfristigen Kundenbeziehungen in Zusammenhang stehen. Der Begriff befasst sich vor allem mit Kundenbeziehungen im klassischen Sinne, also einer Beziehung zwischen Produkte vertreibenden Unternehmen und Produkte erwerbenden Kunden. Für die Darstellung komplexerer Beziehungen, von beispielsweise Geschäftskundenbeziehungen oder von Kundenbeziehungen in zweiseitigen Märkten, wird der BRM-Begriff verwendet.

### Enterprise Ressource Planning (ERP)
Im Rahmen des Enterprise Resource Planning beschäftigen sich Unternehmen mit ihren unternehmensinternen Ressourcen. Dazu gehören sowohl Warenströme und Bestände als auch Personalverwaltung, Kostenrechnung und Konstruktion sowie Entwicklung. Vom BRM unterscheidet sich das ERP dadurch, dass der Fokus hierbei nicht nur auf unternehmensinternen Ressourcen liegt, sondern auch die von Sub- und Partnerunternehmen berücksichtigt werden.

## Aufgaben und Arbeitsbereiche
Zum Business Relationship Management gehören eine Vielzahl unterschiedlicher Aufgaben. Es umfasst alle Bereiche, die sich durch den Kontakt zu externen Sub- oder Partnerunternehmen auszeichnen. Die Aufgaben des BRM werden häufig über Software-Lösungen miteinander verbunden und in einem einheitlichen System dargestellt und verwaltet.

### Marketing und Vertrieb
Wenn Produkte und Dienstleistungen nicht ausschließlich an Privatkunden vertrieben werden, können Marketing und Vertrieb auch in den Bereich des B2B (Business-to-Business) integriert werden. Bei der Gewinnung, Betreuung und Abwicklung von Geschäftskunden können entsprechende BRM-Systeme hilfreich sein. Ähnlich wie beim B2C-Marketing wird der gesamte Verkaufsprozess digitalisiert und relevante Kundendaten gespeichert. Auf diese Weise kann der Kundenservice durch effizientes und zielgerichtetes Handeln die Kundenservice-Erfahrung verbessern.

### Informationen bereitstellen
Besonders wenn ein Unternehmen als Vermittlungsinstanz zwischen Kunden und Sub- oder Partnerunternehmen dient, ist ein aktiver und umfassender Informationsfluss zwischen den beiden Unternehmen hilfreich. Das Unternehmen, das in direktem Kontakt zum Kunden steht, speichert alle Informationen, die für den Geschäftsprozess relevant sind und stellt diese seinem Partnerunternehmen zur Verfügung. Hier kommen häufig entsprechende Software-Lösungen zum Einsatz, welche die Kommunikation zwischen den Unternehmen erleichtern.
Auch Plattformunternehmen wie Facebook, Airbnb oder Instagram, welche keine klassischen Produkte oder Dienstleistungen vertreiben, sind auf eine funktionierende Übermittlung ihrer Kundendaten angewiesen. So müssen bei Airbnb beispielsweise Daten zwischen Wohnungsanbietern und Wohnungssuchenden schnell und effizient vermittelt werden. Ohne eine entsprechende BRM-Software-Infrastruktur wären diese Abläufe nicht möglich.

### Auftragssteuerung
Von der Annahme eines Auftrags bis hin zur Auslieferung des fertigen Produktes gilt es für profitorientiere Unternehmen, dauerhaft den Überblick über ihre Geschäftsabläufe zu bewahren. Auf diese Weise werden Fehler vermieden und Prozesse optimiert. Besonders wenn die Koordinierung der Aufträge nicht nur unternehmensintern, sondern in Verbindung mit externen Unternehmen stattfindet, sorgt der Einsatz unterstützender Software für eine bessere Übersichtlichkeit. Gerade Unternehmen, die mit dienstleistenden Subunternehmen interagieren, behalten so den Überblick über die eigenen Aufträge. Da häufig nur das Subunternehmen im direkten Kundenkontakt steht, bleiben mit der Möglichkeit zur unternehmensübergreifenden Informationsspeicherung alle Beteiligten stets auf dem aktuellen Stand.

### B2B und B2C synchronisieren
CRM- und BRM-Systeme arbeiten häufig mit ähnlichen Funktionen, sodass die beiden Themenbereiche in den meisten Fällen auch eng miteinander in Verbindung stehen. Daher kann es für Unternehmen sinnvoll sein, B2B und B2C miteinander zu synchronisieren und so für eine bessere Übersichtlichkeit zu sorgen. Erreicht wird dies durch die gemeinsame Erfassung und Verwaltung von Geschäfts- und Privatkunden in einem System.

## BRM-Systeme
BRM-Systeme werden häufig in Form von digitalen Plattformen nach dem SaaS-Prinzip (Software-as-a-Service) vertrieben. Sie stellen eine Verknüpfung von modernen CRM- und ERP-Systemen sowie einer Vielzahl anderer Anwendungen dar. Diese modernen Plattformen erlauben eine Darstellung aller relevanten Geschäftsabläufe in einem Unternehmen. Zu den klassischen Softwareentwicklern, welche Software-Lösungen im Bereich des B2B vertreiben, gehören SAP und Salesforce.

### Funktionalität
Der große Vorteil von BRM-Systemen wird in der digitalen Abbildung von unternehmensübergreifenden Datenströmen und Interaktionen gesehen. Auf diese Weise ist es für beide Unternehmen möglich, den Überblick zu bewahren und jederzeit auf alle zurückliegenden und aktiven Geschäftsprozesse zuzugreifen. Über Sales-Pipelines, Kunden-Statistiken und Artikelkataloge bis hin zu digitaler Mitarbeiterverwaltung und der Erstellung von Abrechnungen beinhalten moderne BRM-Systeme eine Vielzahl an Funktionen, welche zur Digitalisierung der Geschäftsprozesse beitragen.

### Digitalisierung mit BRM-Systemen
Besonders Betriebe des deutschen Mittelstands, welche laut den Ergebnissen verschiedener Studien starke Defizite im Bereich der Unternehmensdigitalisierung aufweisen, können von dem Einsatz von CRM- und BRM-Systemen profitieren. So haben verschiedene Analysen zur Effizienz von CRM-Systemen aufgezeigt, dass Unternehmen, welche auf CRM-Systeme zurückgreifen, die Zahl ihrer Verkäufe sowie ihren Umsatz gesteigert haben. Durch ihre vielfältigen Funktionsweisen tragen CRM- und BRM-Systeme dazu bei, die Digitalisierung im Mittelstand voranzutreiben.

## BRM und Plattformökonomie
Auch in einer Plattformökonomie, in welcher zweiseitige Märkte eine besonders relevante Rolle spielen (siehe Amazon, Facebook, Airbnb), sind BRM-Anwendungen von großer Bedeutung. Experten gehen davon aus, dass moderne CRM- und BRM-Systeme der ausschlaggebende Faktor für die Ermöglichung von digitalen Plattformen sind:
„Digitale Plattformen stellen nun ein Geschäftsmodell dar, das mittels Informationstechnologie einen zweiseitigen Markt abbildet und wertschöpfende Interaktionen zwischen externen Herstellern und Kunden ermöglicht.“
Die Systeme erlauben hierbei eine digitale Erfassung und Darstellung aller B2B-relevanten Geschäftsprozesse und steigern die Effizienz der Zusammenarbeit sowie die Qualität des Kundenservices.